# Caroline Buchanan
Caroline Buchanan née le 24 octobre 1990 à Canberra, est une coureuse cycliste australienne. Spécialisée du VTT et du BMX, elle a remporté le championnat du monde de four-cross en 2009, 2010, 2013, 2016 et 2017, le titre mondial du contre-la-montre en BMX en 2012 et 2016 et le championnat du monde de BMX en 2013.
Très polyvalente, elle a la particularité d'avoir représenté l'Australie dans quatre disciplines du cyclisme lors des championnats du monde : descente VTT, le four-cross, BMX Racing et BMX Freestyle.

## Biographie
Elle est sélectionnée pour représenter l'Australie aux Jeux olympiques d'été de 2012. Elle participe à l'épreuve de BMX. Lors de la manche de répartition, elle réalise le meilleur temps. Lors des demi-finales, disputées sur trois courses, elle termine successivement 1re, 2e et 1re des manches et se classe première au général de sa série. Elle dispute la finale, où elle prend la cinquième place.

## Palmarès en VTT

### Championnats du monde
- 2009
  -  Championne du monde de four-cross
- 2010
  -  Championne du monde de four-cross
- 2013
  -  Championne du monde de four-cross
- 2016
  -  Championne du monde de four-cross
- 2017
  -  Championne du monde de four-cross

### Coupe du monde
- 2008
  - Manche de 4-cross à Canberra
- 2009
  - Manche de 4-cross à Maribor
- 2010
  - 8e du classement final en 4-cross

### Championnats d'Océanie
- 2008
  - Championne d'Océanie de 4-cross
  - Championne d'Océanie de dual slalom
- 2009
  - Championne d'Océanie de 4-cross

### Championnats d'Australie
- 2022
  -  Championne d'Australie de pump track

## Palmarès en BMX

### Jeux olympiques
- Londres 2012
  - 5e du BMX

### Championnats du monde
- 2007
  - 7e du championnat du monde de BMX juniors
- Pietermaritzburg 2010
  - 13e du championnat du monde de BMX
- Copenhague 2011
  - 17e du championnat du monde de BMX
- Birmingham 2012
  -  Championne du monde du contre-la-montre en BMX
  - 15e du championnat du monde de BMX
- Auckland 2013
  -  Championne du monde de BMX
  -  Médaillée de bronze du contre-la-montre en BMX
- Rotterdam 2014
  -  Médaillée d'argent du contre-la-montre en BMX
- Zolder 2015
  -  Médaillée d'argent du BMX
- Medellín 2016
  -  Championne du monde du contre-la-montre en BMX
  -  Médaillée d'argent du BMX
- Rock Hill 2017
  -  Médaillée d'argent du BMX

### Coupe du monde
- 2008 : 25e du classement général
- 2009 : 6e du classement général
- 2010 : 2e du classement général
- 2011 : 4e du classement général
- 2012 : 1re du classement général, vainqueur d'une manche (Randaberg)
- 2014 : 1re du classement général, vainqueur de deux manches (Manchester et Berlin)
- 2015 : 4e du classement général
- 2016 : 4e du classement général, vainqueur de deux manches (Santiago del Estero et Manchester)
- 2020 : 13e du classement général
- 2021 : 32e du classement général

### Championnats d'Océanie
- Brisbane 2015
  -  Médaillée d'argent du BMX
- Auckland 2016
  -  Médaillée d'argent du BMX

### Championnats d'Australie
- 2009
  -  Championne d'Australie de BMX
- 2011
  -  Championne d'Australie de BMX
- 2014
  -  Championne d'Australie de BMX
- 2015
  -  Championne d'Australie de BMX
- 2017
  -  Championne d'Australie de BMX

## Distinctions
- Athlète de l'année aux Australian Institute of Sport Awards  en 2013
- Sir Hubert Opperman Trophy - cycliste australien de l'année en 2013